# Atletica leggera ai Giochi della XX Olimpiade - 400 metri piani femminili

Video della Finale (film ufficiale dei Giochi)

I 400 metri piani hanno fatto parte del programma femminile di atletica leggera ai Giochi della XX Olimpiade. La competizione si è svolta nei giorni 2-7 settembre 1972 allo Stadio olimpico di Monaco.

## Presenze ed assenze delle campionesse in carica
| Competizione      | Atleta            | Prestazione | Monaco 1972 |
| ----------------- | ----------------- | ----------- | ----------- |
| Olimpiadi 1968    | Colette Besson    | 52”03       | Presente    |
| Commonwealth 1970 | Marilyn Neufville | 51”02       | Infortunata |
| Asiatici 1970     | Kamaljit Sandhu   | 57”3        | Presente    |
| Panamericani 1971 | Marilyn Neufville | 52”34       | Infortunata |
| Europei 1971      | Helga Seidler     | 10”75       | Presente    |

La vincitrice dei Trials USA è Kathy Hammond con 51”8.

## La gara
La campionessa in carica, la francese Colette Besson, è eliminata nei Quarti.

Le semifinali sono vinte entrambe da atlete della Germania Est: Helga Seidler (51"68) e Monika Zehrt (51"47).

In finale Monika Zehrt parte velocissima, solo la tedesca ovest Rita Wilden tiene il suo passo. La Zehrt vince stabilendo il nuovo primato olimpico con un tempo vicinissimo al record del mondo.

## Risultati

### Turni eliminatori
| 7 Batterie         | 2 settembre | 49 iscritte   | Si qualificano le prime 4 + i 4 migliori tempi. |
| 4 Quarti di finale | 3 settembre | 8 + 8 + 8 + 8 | Si qualificano le prime 4.                      |
| 2 Semifinali       | 4 settembre | 8 + 8         | Si qualificano le prime 4.                      |
| Finale             | 7 settembre | 8 concorrenti |                                                 |

### Batterie
| Pos. | Atleta           | Nazione        | Tempo | Nota |
| ---- | ---------------- | -------------- | ----- | ---- |
| 1    | Charlene Rendina | Australia      | 51"94 | Q    |
| 2    | Rita Wilden      | Germania Ovest | 51"97 | Q    |
| 3    | Mable Fergerson  | Stati Uniti    | 52"05 | Q    |
| 4    | Judith Ayaa      | Uganda         | 52"85 | Q    |
| 5    | Karoline Käfer   | Austria        | 53"60 | q    |
| 6    | Asunción Acosta  | Cuba           | 54"52 |      |
| 7    | Barbara Bishop   | Barbados       | 56"35 |      |

| Pos. | Atleta                 | Nazione          | Tempo | Nota |
| ---- | ---------------------- | ---------------- | ----- | ---- |
| 1    | Kathy Hammond          | Stati Uniti      | 53"45 | Q    |
| 2    | Janette Roscoe         | Gran Bretagna    | 53"67 | Q    |
| 3    | Marika Eklund-Lindholm | Finlandia        | 53"81 | Q    |
| 4    | Natal'ja Pečënkina     | Unione Sovietica | 53"81 | Q    |
| 5    | Krystyna Kacperczyk    | Polonia          | 53"85 | q    |
| 6    | Junaidah Aman          | Malaysia         | 57"36 |      |

| Pos. | Atleta                          | Nazione      | Tempo | Nota |
| ---- | ------------------------------- | ------------ | ----- | ---- |
| 1    | Monika Zehrt                    | Germania Est | 52"49 | Q    |
| 2    | Mona-Lisa Strandvall-Pursiainen | Finlandia    | 52"85 | Q    |
| 3    | Trudy Ruth                      | Paesi Bassi  | 53"16 | Q    |
| 4    | Tekla Chemabwai                 | Kenya        | 53"38 | Q    |
| 5    | Debra Edwards                   | Stati Uniti  | 54"43 |      |
| 6    | Maria Sykora                    | Austria      | 54"46 |      |
| 7    | Josefa Vicent                   | Uruguay      | 55"33 |      |

| Pos. | Atleta                  | Nazione          | Tempo | Nota |
| ---- | ----------------------- | ---------------- | ----- | ---- |
| 1    | Nicole Duclos           | Francia          | 52"69 | Q    |
| 2    | Györgyi Balogh          | Ungheria         | 52"75 | Q    |
| 3    | Nadezhda Kolesnikova    | Unione Sovietica | 53"20 | Q    |
| 4    | Karin Wallgren-Lundgren | Svezia           | 53"70 | Q    |
| 5    | Bożena Zientarska       | Polonia          | 54"20 |      |
| 6    | Ruth Williams           | Giamaica         | 55"72 |      |
| 7    | Aida Mantawel           | Filippine        | 57"91 |      |

| Pos. | Atleta               | Nazione      | Tempo   | Nota |
| ---- | -------------------- | ------------ | ------- | ---- |
| 1    | Yvonne Saunders      | Giamaica     | 52"38   | Q    |
| 2    | Helga Seidler        | Germania Est | 52"79   | Q    |
| 3    | Colette Besson       | Francia      | 53"41   | Q    |
| 4    | Allison Ross-Edwards | Australia    | 53"48   | Q    |
| 5    | Donata Govoni        | Italia       | 53"98   | q    |
| 6    | Irén Orosz-Árva      | Ungheria     | 54"83   |      |
| 7    | Arda Kalpakian       | Libano       | 1'05"18 |      |

| Pos. | Atleta            | Nazione          | Tempo | Nota |
| ---- | ----------------- | ---------------- | ----- | ---- |
| 1    | Christel Frese    | Germania Ovest   | 52"89 | Q    |
| 2    | Dagmar Käsling    | Germania Est     | 52"99 | Q    |
| 3    | Aurelia Pentón    | Cuba             | 53"25 | Q    |
| 4    | Olga Syrovatskaya | Unione Sovietica | 53"62 | Q    |
| 5    | Janet Simpson     | Gran Bretagna    | 54"13 |      |
| 6    | Joyce Sadowick    | Canada           | 54"59 |      |
| 7    | Elsy Rivas        | Colombia         | 56"33 |      |
| 8    | Kamaljit Sandhu   | India            | 57"74 |      |

| Pos. | Atleta         | Nazione        | Tempo | Nota |
| ---- | -------------- | -------------- | ----- | ---- |
| 1    | Carmen Trustée | Cuba           | 52"80 | Q    |
| 2    | Penny Hunt     | Nuova Zelanda  | 52"82 | Q    |
| 3    | Danuta Piecyk  | Polonia        | 53"08 | Q    |
| 4    | Verona Elder   | Gran Bretagna  | 53"31 | Q    |
| 5    | Anette Rückes  | Germania Ovest | 53"92 | q    |
| 6    | Vreni Leiser   | Svizzera       | 54"65 |      |
| 7    | Grace Muneene  | Zambia         | 57"71 |      |

### Quarti di finali
| Pos. | Atleta               | Nazione          | Tempo | Nota |
| ---- | -------------------- | ---------------- | ----- | ---- |
| 1    | Charlene Rendina     | Australia        | 51"96 | Q    |
| 2    | Helga Seidler        | Germania Est     | 51"97 | Q    |
| 3    | Nadezhda Kolesnikova | Unione Sovietica | 52"30 | Q    |
| 4    | Trudy Ruth           | Paesi Bassi      | 52"45 | Q    |
| 5    | Karoline Käfer       | Austria          | 52"82 |      |
| 6    | Janette Roscoe       | Gran Bretagna    | 53"01 |      |
| 7    | Anette Rückes        | Germania Ovest   | 53"22 |      |
| -    | Carmen Trustée       | Cuba             |       | NP   |

| Pos. | Atleta                 | Nazione          | Tempo | Nota |
| ---- | ---------------------- | ---------------- | ----- | ---- |
| 1    | Yvonne Saunders        | Giamaica         | 52"13 | Q    |
| 2    | Monika Zehrt           | Germania Est     | 52"33 | Q    |
| 3    | Judith Ayaa            | Uganda           | 52"68 | Q    |
| 4    | Christel Frese         | Germania Ovest   | 53"01 | Q    |
| 5    | Colette Besson         | Francia          | 53"39 |      |
| 6    | Marika Eklund-Lindholm | Finlandia        | 53"50 |      |
| 7    | Tekla Chemabwai        | Kenya            | 53"54 |      |
| 8    | Natal'ja Pečënkina     | Unione Sovietica | 54"58 |      |

| Pos. | Atleta            | Nazione          | Tempo | Nota |
| ---- | ----------------- | ---------------- | ----- | ---- |
| 1    | Györgyi Balogh    | Ungheria         | 51"71 | Q    |
| 2    | Rita Wilden       | Germania Ovest   | 51"91 | Q    |
| 3    | Aurelia Pentón    | Cuba             | 52"02 | Q    |
| 4    | Kathy Hammond     | Stati Uniti      | 52"44 | Q    |
| 5    | Danuta Piecyk     | Polonia          | 52"62 |      |
| 6    | Penny Hunt        | Nuova Zelanda    | 52"66 |      |
| 7    | Olga Syrovatskaya | Unione Sovietica | 53"42 |      |
| 8    | Donata Govoni     | Italia           | 53"78 |      |

| Pos. | Atleta                          | Nazione       | Tempo | Nota |
| ---- | ------------------------------- | ------------- | ----- | ---- |
| 1    | Dagmar Käsling                  | Germania Est  | 52"33 | Q    |
| 2    | Mona-Lisa Strandvall-Pursiainen | Finlandia     | 52"53 | Q    |
| 3    | Mable Fergerson                 | Stati Uniti   | 52"93 | Q    |
| 4    | Nicole Duclos                   | Francia       | 52"96 | Q    |
| 5    | Verona Elder                    | Gran Bretagna | 53"29 |      |
| 6    | Allison Ross-Edwards            | Australia     | 53"60 |      |
| 7    | Karin Wallgren-Lundgren         | Svezia        | 53"87 |      |
| 8    | Krystyna Kacperczyk             | Polonia       | 54"39 |      |

### Semifinali
| Pos. | Atleta                          | Nazione        | Tempo | Nota |
| ---- | ------------------------------- | -------------- | ----- | ---- |
| 1    | Helga Seidler                   | Germania Est   | 51"68 | Q    |
| 2    | Dagmar Käsling                  | Germania Est   | 51"73 | Q    |
| 3    | Györgyi Balogh                  | Ungheria       | 51"90 | Q    |
| 4    | Kathy Hammond                   | Stati Uniti    | 51"92 | Q    |
| 5    | Aurelia Pentón                  | Cuba           | 52"15 |      |
| 6    | Mona-Lisa Strandvall-Pursiainen | Finlandia      | 52"23 |      |
| 7    | Judith Ayaa                     | Uganda         | 52"91 |      |
| -    | Christel Frese                  | Germania Ovest |       | Rit. |

| Pos. | Atleta               | Nazione          | Tempo | Nota |
| ---- | -------------------- | ---------------- | ----- | ---- |
| 1    | Monika Zehrt         | Germania Est     | 51"47 | Q    |
| 2    | Rita Wilden          | Germania Ovest   | 51"76 | Q    |
| 3    | Charlene Rendina     | Australia        | 51"90 | Q    |
| 4    | Mable Fergerson      | Stati Uniti      | 51"91 | Q    |
| 5    | Yvonne Saunders      | Giamaica         | 51"93 |      |
| 6    | Nicole Duclos        | Francia          | 52"18 |      |
| 7    | Nadezhda Kolesnikova | Unione Sovietica | 52"29 |      |
| 8    | Trudy Ruth           | Paesi Bassi      | 53"02 |      |

### Finale
| Pos.    | Atleta           | Età | Nazione        | Tempo | Nota            |
| ------- | ---------------- | --- | -------------- | ----- | --------------- |
| Oro     | Monika Zehrt     | 19  | Germania Est   | 51"08 | Record olimpico |
| Argento | Rita Wilden      | 24  | Germania Ovest | 51"21 |                 |
| Bronzo  | Kathy Hammond    | 20  | Stati Uniti    | 51"64 |                 |
| 4       | Helga Seidler    | 23  | Germania Est   | 51"86 |                 |
| 5       | Mable Fergerson  | 17  | Stati Uniti    | 51"96 |                 |
| 6       | Charlene Rendina | 24  | Australia      | 51"99 |                 |
| 7       | Dagmar Käsling   | 25  | Germania Est   | 52"19 |                 |
| 8       | Györgyi Balogh   | 24  | Ungheria       | 52"39 |                 |